# (5931) Жванецкий
(5931) Жванецкий (лат. Zhvanetskij) — типичный астероид главного пояса, открыт 1 апреля 1976 года советским астрономом Николаем Черных в Крымской астрофизической обсерватории и 20 июня 1997 года назван в честь советского и российского писателя-сатирика Михаила Жванецкого.

## Обнаружение и именование
(5931) Жванецкий
Открыт 1 апреля 1976 года в Научном Н. С. Черных.
Назван в честь русского писателя Михаила Жванецкого (р. 1934), чей сатирический талант завоевал всенародное признание. Он стал лауреатом международного фестиваля "Золотой Остап" в 1993 году и независимой премии "Триумф" в 1993 году. Он также является почётным гражданином Одессы, президентом Всемирного клуба одесситов и кавалером ордена Дружбы народов.
Оригинальный текст (англ.)5931 Zhvanetskij
Discovered 1976-04-01 by Chernykh, N. S. at Nauchnyj.
Named in honor of the Russian writer Mikhail Zhvanetskij (b. 1934), whose satirical talent has won nation-wide recognition. He won the international festival "Gold Ostap" in 1993 and the independent prize "Triumph" in 1995. He is also an honorary citizen of Odessa, president of the World-Wide Club of Odessa Citizens and holder of the the order "Friendship of peoples".
Источники: DISCOVERY.DB; M.P.C. 30098.

## Орбита

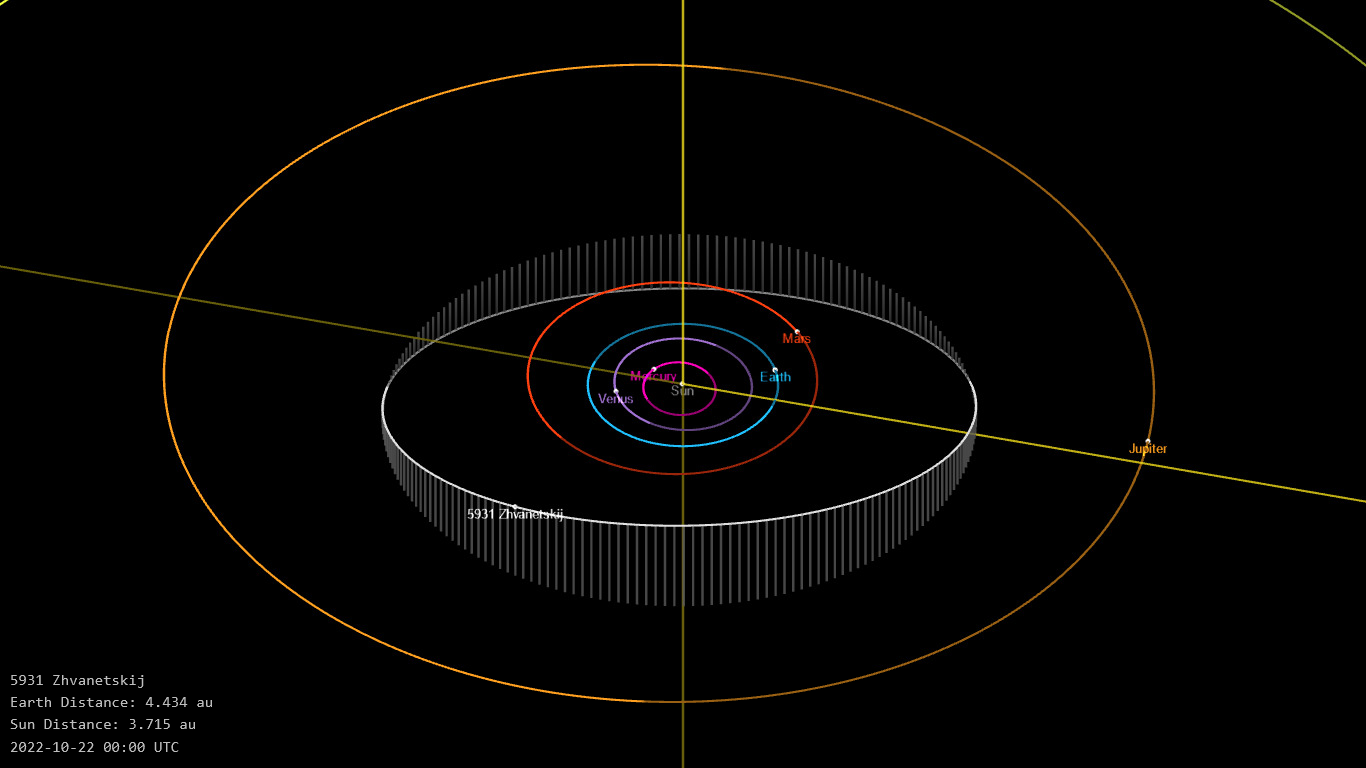
Орбита астероида Жванецкий и его положение в Солнечной системе

## Физические характеристики
Астероид относится к таксономическому классу C.
По результатам наблюдений в видимом и ближнем инфракрасном диапазоне космического телескопа NEOWISE и наблюдений в инфракрасном диапазоне спутника Akari диаметр астероида сначала оценивался равным 20,927±0,269 км или 23,40±1,73 км, позже — 22,86±5,99 км, 21,28±6,25 км, 20,927±0,269 км, 19,59±5,84 км и 22,57±6,42 км. Согласно тем же источникам альбедо оценивается как 0,0525±0,0073, 0,081±0,013, 0,05±0,02, 0,05±0,02, 0,053±0,007, 0,050±0,039 и 0,043±0,029.